# اکیورت
اکیورت (به لاتین: Akyurt) یک سکونتگاه مسکونی در ترکیه است که در استان آنکارا واقع شده‌است.